# 1591 Baize
1591 Baize è un asteroide della fascia principale del diametro medio di circa 18,7 km. Scoperto nel 1951, presenta un'orbita caratterizzata da un semiasse maggiore pari a 2,3922820 UA e da un'eccentricità di 0,1753769, inclinata di 24,78776° rispetto all'eclittica.
L'asteroide è dedicato all'astronomo francese Paul Baize (1901-1995).